# Stockton (Kalifornien)
Stockton ist eine Stadt im San Joaquin County im US-Bundesstaat Kalifornien mit 320.804 Einwohnern (Stand: 2020).
Im Umland der schnell wachsenden und verkehrsgünstig gelegenen Stadt wird Wein angebaut, besonders in Lodi. Der Wein wird hier industriell hergestellt. Auch Spuren des Goldrausches, vor allem in Murphys, San Andreas und Angeles Camp sind zu finden.
Stockton ist Sitz der University of the Pacific und des Bistums Stockton.

## Geschichte
Die Stadt, ursprünglich Tuleburg genannt, ist eine Gründung des deutsch-amerikanischen Unternehmers Carl David Weber, der sich dort 1845 ankaufte und die ersten Häuser errichten ließ. Weber gab ihr nach Robert F. Stockton, einem Offizier des Mexikanisch-Amerikanischen Kriegs, ihren heutigen Namen.

### Einwohnerentwicklung
| Jahr | Einwohner¹ |
| ---- | ---------- |
| 1980 | 148.283    |
| 1990 | 210.943    |
| 2000 | 243.151    |
| 2010 | 291.731    |
| 2020 | 320.804    |

¹ 1980–2020: Volkszählungsergebnisse

## Partnerstädte
- Shizuoka,  Japan
- Iloilo City,  Philippinen
- Empalme,  Mexiko
- Foshan,  Volksrepublik China
- Parma,  Italien
- Battambang,  Kambodscha
- Asaba,  Nigeria

## Wirtschaft und Infrastruktur
In den letzten Jahren war die Stadt mit einem wirtschaftlichen Niedergang und mit der US-Immobilienkrise konfrontiert, die hier besonders zuschlug. 2009 war Stockton auf der Forbes-Liste der gefährlichsten Städte der Vereinigten Staaten auf Platz fünf. 2011 war sie auf der Forbes-Liste der elendsten Städte der Vereinigten Staaten auf Platz 1. Die Arbeitslosenquote betrug rund 16 %.
Am 26. Juni 2012 informierte ein Vertreter der Stadt, Verhandlungen mit Gläubigern seien gescheitert. Am 28. Juni 2012 erklärte die Stadt Stockton die Insolvenz und stellte Antrag auf Gläubigerschutz nach Chapter 9 des Konkursrechts.

### Verkehr

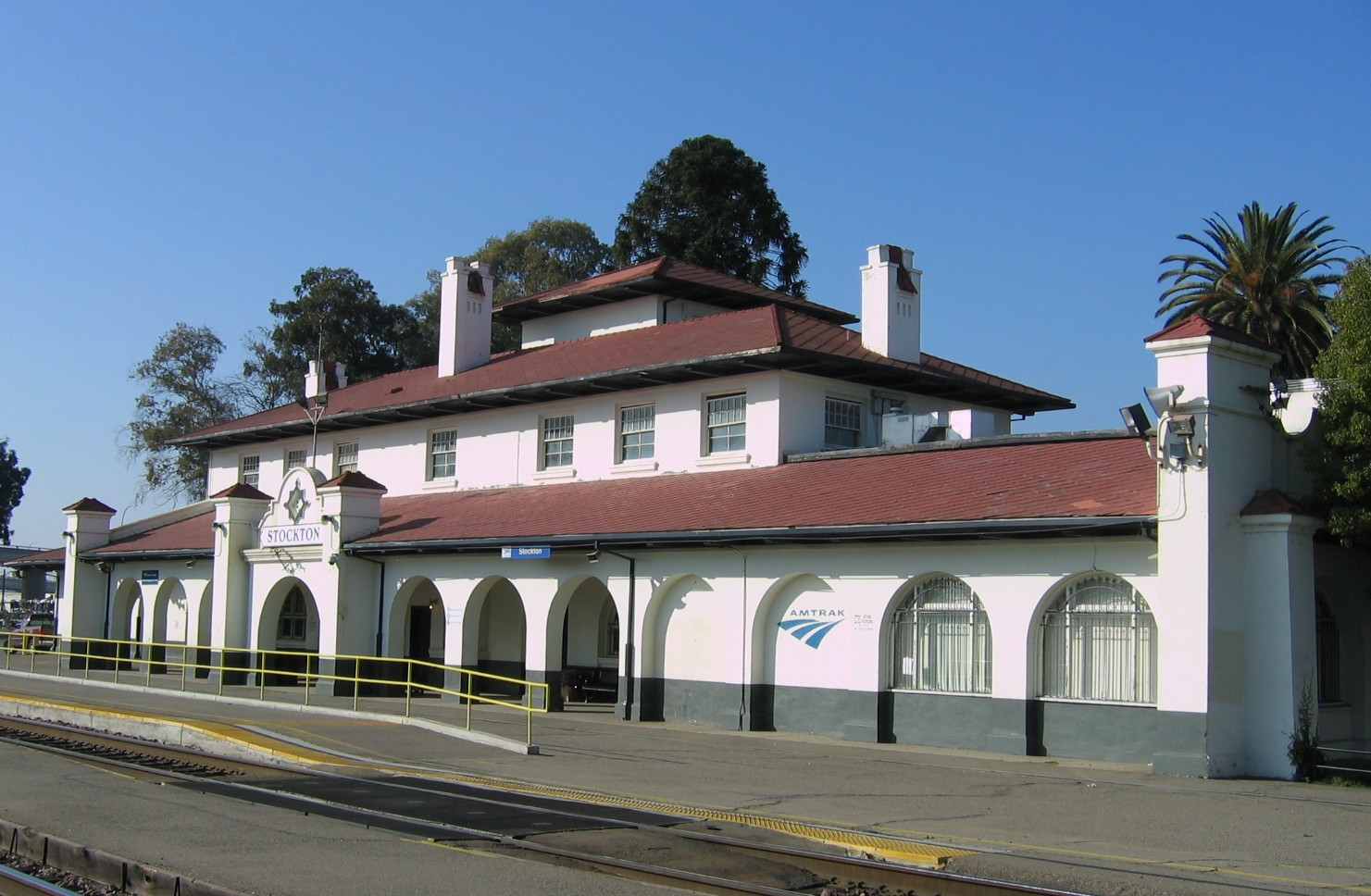
Bahnhof San Joaquin Street (Amtrak station) in Stockton

Neben der Interstate 5 im Westen der Stadt verlaufen durch Stockton noch die California State Routes 4, 26, 88 und 99.

### Pilotprojekt über Bedingungsloses Grundeinkommen
Ab Februar 2019 führte während der Amtszeit des Bürgermeisters Michael Tubbs die Stockton Economic Empowerment Demonstration (S.E.E.D.) ein wissenschaftlich begleitetes Projekt über die Auswirkung eines Bedingungsloses Grundeinkommens durch. Über einen Zeitraum von 24 Monaten erhielten 125 per Zufall ausgewählten Einwohner der Stadt 500 USD pro Monat, ohne jeglichen Verpflichtungen. Die Mittel dazu stammten teilweise vom Economic Security Project, eine private Förderinitiative, die vom Facebook-Mitbegründer Chris Hughes mitgetragen wird, sowie von vielen anderen Organisationen und Privatspendern. Ein Zwischenbericht über die positiven Auswirkungen des Programms in den ersten 12 Monaten wurde im März 2021 vorgelegt.

## Sonstiges
Der in Stockton ansässige Radiosender KWG hatte bis Mitte der 1990er Jahre eine Sendeantenne verwendet, die von Holztürmen getragen wurde. Das Durchschnittsalter der Bevölkerung beträgt 29,8 Jahre, der Anteil der Hispanics 32,5 %.

## Söhne und Töchter der Stadt
- Carl E. Grunsky (1855–1934), Bauingenieur und Geologe
- Ethel Crocker (1861–1934), Philanthropin und Kunstsammlerin
- Dave Beck (1894–1993), Gewerkschaftsführer
- Jimmy Maxwell (1917–2002), Jazz- und Studiomusiker
- Cliffie Stone (1917–1998), Country-Musiker, Moderator und Produzent
- Hayaishi Osamu (1920–2015), japanischer Biochemiker
- Lamont Johnson (1922–2010), Regisseur und Schauspieler
- Beulah Quo (1923–2002), Schauspielerin
- Alex Spanos (1923–2018), Unternehmer in der Immobilienbranche
- Dolores Moran (1926–1982), Schauspielerin
- Peter Rodríguez (1926–2016), Maler und Museumsgründer
- Conn Findlay (1930–2021), Ruderer und Segler
- Richard Montague (1930–1971), Mathematiker, Logiker, Philosoph und Linguist
- Flip Nuñez (1931–1995), Jazzpianist und Sänger
- Leonard Gardner (* 1933), Schriftsteller
- B. Clark Burchfiel (1934–2024), Geologe
- Dan Inosanto (* 1936), Kampfsportler
- Maxine Hong Kingston (* 1940), Schriftstellerin
- Bruce J. Hargreaves (* 1942), Botaniker
- Dennis Etchison (1943–2019), Schriftsteller und Herausgeber
- Jimmy Smith (* 1945), American-Football-Spieler
- Daniel Goleman (* 1946), Psychologe
- Smith Dobson (1947–2001), Jazzmusiker
- Carol A. Corrigan (* 1948), Juristin und Richterin am Obersten Gerichtshof von Kalifornien
- Glen Jobe Jr. (* 1951), Biathlet
- Dennis Dun (* 1952), Schauspieler
- Randy Stonehill (* 1952), Sänger und Komponist
- Deborah Henson-Conant (* 1953), Harfenistin und Komponistin
- Michael Nava (* 1954), Rechtsanwalt und Schriftsteller
- Chris Isaak (* 1956), Sänger und Filmschauspieler
- Brian Goodell (* 1959), Schwimmer
- Fred Merkel (* 1962), Motorradrennfahrer
- Grant-Lee Phillips (* 1963), Sänger und Songwriter, ehemaliges Mitglied der Band Grant Lee Buffalo
- Steven L. Kwast (* um 1964), Generalleutnant der United States Air Force
- Webster Slaughter (* 1964), American-Football-Spieler
- Michael Sarin (* 1965), Jazzschlagzeuger
- Scott Kannberg (* 1966), Musiker
- Mark Gantt (* 1968), Schauspieler, Produzent und Drehbuchautor
- Kara Walker (* 1969), Künstlerin
- Bryan Lucas (* 1978), Basketballspieler
- Justin Roiland (* 1980), Synchronsprecher, Drehbuchautor und Fernsehproduzent
- Lauren Mary Kim (* 1981), Schauspielerin, Stuntfrau, Stuntkoordinatorin und Tänzerin
- Ross Thomas (* 1981), Schauspieler
- Nicole Davis (* 1982), Volleyballspielerin
- Nick Diaz (* 1983), Mixed-Martial-Arts-Kämpfer
- Izzy Gallegos (* 1983), Sänger der Boyband US5
- Annie Cruz (* 1984), Pornodarstellerin und Model
- Chris Olivero (* 1984), Schauspieler
- Nate Diaz (* 1985), Mixed-Martial-Arts-Kämpfer
- Ashley Walker (* 1987), Basketballspielerin
- Jazz Raycole (* 1988), Schauspielerin
- Julius Thomas (* 1988), American-Football-Spieler
- Michael Tubbs (* 1990), Politiker, Bürgermeister von Stockton von 2017 bis 2021
- Brandin Cooks (* 1993), American-Football-Spieler